# Vitalij Kozlovs'kyj
Vitalij Vitalijovyč Kozlovs'kyj (in ucraino Віталій Віталійович Козловський?; Leopoli, 6 marzo 1985) è un cantante ucraino.

## Biografia
Vitalij Kozlovs'kyj ha partecipato come concorrente a Jevrobačennja 2010, nel tentativo di rappresentare l'Ucraina all'Eurovision Song Contest con l'inedito I-L@VE?. Sempre nello stesso anno è uscito Tol'ko rjadom, il suo primo ingresso nella top ten nazionale.
Due anni dopo è stato in lizza per lo YUNA al miglior artista maschile, nomination che otterrà anche nelle successive tre edizioni. Bud' sil'nee, tratto dall'omonimo sesto album in studio (2014), ha segnato la sua prima entrata nella top five ucraina. Moë želanie, settimo LP, è stato reso disponibile per il consumo a partire dal dicembre 2016. Ha poi preso nuovamente parte alla selezione nazionale per l'Eurofestival col brano I'm Your Light.
Nel marzo 2021 ha conseguito un'ulteriore entrata nella top ten nazionale con Mala, tancjuj.

## Discografia

### Album in studio
- 2005 – Cholodnaja noč'
- 2006 – Nerozhadani sny
- 2007 – Krasota-Razluka
- 2009 – Til'ky kochannja
- 2011 – 20UA
- 2014 – Bud' sil'nee
- 2016 – Moë želanie

### Singoli
- 2012 – Sijanie
- 2013 – Mila moja
- 2014 – Tajna (con Julija Dumans'ka)
- 2014 – Pobažaj
- 2014 – Noč' čudes
- 2015 – Traču
- 2016 – Pravila
- 2016 – Otpuskaju na
- 2016 – Pervaja noč' bez tebja
- 2016 – Moë želanie
- 2017 – I'm Your Light
- 2017 – Moje more/Moë more
- 2018 – Litaj
- 2018 – Meždu nami vse končeno
- 2018 – Pomni
- 2019 – Mala
- 2019 – Zgaduj
- 2020 – Vdoma
- 2020 – Foto na pam"jat'
- 2021 – Movoju sercja
- 2021 – Mala, tancjuj
- 2021 – Doktor
- 2022 – Iša vesna/Nas vesna ne tam zustrila
- 2022 – Peremoha (con Iksiy)
- 2022 – Tychym dotykom
- 2022 – Vil'ni
- 2023 – Pro nas
- 2023 – Nebačene pobačeno
- 2023 – Struny (con Tarabarova)
- 2023 – Navkruhy
- 2024 – Rubiž
- 2024 – Synu
- 2025 – Pinakolada
- 2025 – Nebo plače hrozami